# Tina Fey

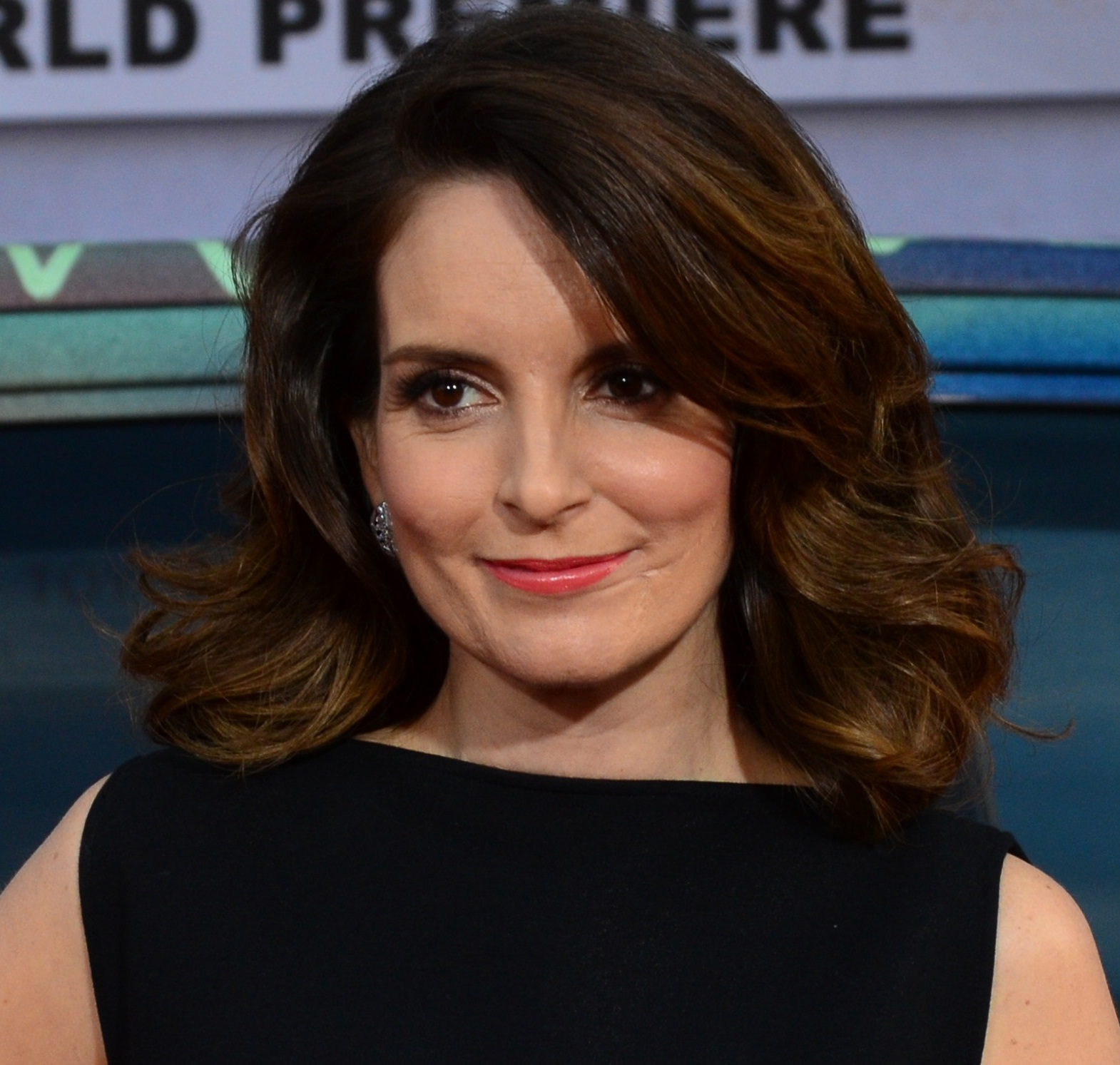
Fey in 2014

Elizabeth Stamatina (Tina) Fey (Upper Darby (Pennsylvania), 18 mei 1970) is een Amerikaans schrijfster, comédienne, actrice en producent.
Ze heeft in haar carrière vijf Emmy Awards, drie Golden Globes en drie SAG Awards gekregen. Fey schreef onder meer Mean Girls, 30 Rock en voor Saturday Night Live. Een van de haar kenmerkende imitaties is die van Sarah Palin. Fey werd door Barbara Walters een van de '10 meest fascinerende mensen van 2008' genoemd.
Fey werd schrijver bij Saturday Night Live (SNL) in 1997. Ze werd gepromoveerd tot hoofdschrijver in 1999. Ze kwam in 2000 ook als vast lid van SNL op televisie. Nadat ze SNL verliet in 2006, maakte Fey haar eigen serie genaamd 30 Rock. In deze serie speelt Fey een personage genaamd Liz Lemon, de hoofdschrijfster van de fictieve komische televisieserie 'The Girlie Show with Tracy Jordan' (TGSWTJ). In het begin van 2008 speelde ze in de film Baby Mama, samen met vriendin en voormalig SNL-collega Amy Poehler. Ze won in 2009 een Golden Globe voor 'beste actrice in een televisieserie - musical of comedy', voor 30 Rock. Fey speelde de rol van Nadya in Muppets Most Wanted uit 2014 en sprak de stem in van een stofzuigende moeder als cameo voor de film Free Guy uit 2021. 

## Jeugd
Feys vader was van Duitse en Schotse afkomst en haar moeder van Griekse afkomst.
Fey zag vanaf haar jeugd komedies op televisie. Ze zegt in een interview:
"Ik kan me nog herinneren dat mijn ouders me op jonge leeftijd al bij films zoals Young Frankenstein naar binnen zagen glippen. We keken ook altijd Saturday Night Live, Monthy Python en oude Marx Brothers afleveringen. Mijn vader liet ons altijd opblijven om The Honeymooners te kijken. We mochten echter niet naar The Flintstones kijken, mijn vader haatte The Flintstones, hij vond dat het een rip-off was van The Honeymooners. Ik had daarom op jonge leeftijd al een heel laag niveau van "The Flintstones" weetjes voor iemand van mijn leeftijd."
Ze vertelde ook dat ze in haar jeugd veel SCTV keek en Catherine O'Hara als een van haar rolmodellen ziet.
Fey bezocht de Cardington Elementary School en de Beverly Hills Middle School in Upper Darby. Op de middelbare school kwam ze erachter dat ze iets met komedie wilde gaan doen, nadat ze daarover las een schoolproject. Ze studeerde af aan de Upper Darby High School in 1988.

## Carrière
Nadat Fey afstudeerde aan de University of Virginia met een Bachelor of Arts in drama in 1992 verhuisde ze naar Chicago om daar cursussen te nemen bij de Second City, een school waar ze later collega Poehler ontmoette. In 1994 werd ze uitgenodigd om bij The Second City te komen. Met deze groep trad ze op en speelde ze het toneelstuk Paradigm Lost. Improviseren werd voor Fey een belangrijk onderdeel in haar vak. Terwijl ze in Chicago was, deed ze een tijd een 'poging tot' stand-upcomedy. Ze is senior-lid van de ImprovOlimpic, een school die les geeft in improvisatie en ook optreedt.

### Saturday Night Live
Met de hulp van toenmalige SNL-hoofdschrijver Adam McKay, werd Fey in 1999 aangenomen als schrijver bij SNL. Ze was de eerste vrouwelijk hoofdschrijfster die bij Saturday Night Live werd aangenomen, een mijlpaal omdat er in die tijd niet veel vrouwelijke hoofdschrijvers waren. Als co hoofd-schrijver van de 25ste seizoen special, won ze in 2001 de 'Writers Guild of America Award'. Zij en de rest van de schrijvers van SNL wonnen in 2002 een Emmy Award voor al het werk dat ze voor de show deden.
In september 2005 ging Fey na de geboorte van haar dochter Alice met zwangerschapsverlof. Haar rol in het segment 'Weekend Update' werd in de twee weken dat ze afwezig was vervuld door haar collega Horatio Sanz. Ze zei toen ze terug was dat 'Ze met NBC een contract had en met de baby alleen maar een mondelinge afspraak'. 2005 was haar laatste seizoen bij SNL. Hierna ontwikkelde ze haar geesteskind 30 Rock.

#### SNL-segmenten
Fey had bij SNL verschillende personages die ze regelmatig speelde:.
- Parodieën van Live with Regis and Kelly en The View.
- Het meisje zonder Gaydar, wat Fey schreef met Rachel Dratch.
- De Boston Tieners, ook geschreven met Dratch.
- Monica Lewinsky-sketches.
- Sarah Palin-sketches gedurende de verkiezingsperiode van 2008

#### Weekend Update
In 2000 waren Fey en Jimmy Fallon samen presentator van het segment Weekend Update. Dit paar scheidde in mei 2004, tijdens de laatste aflevering van Fallon. Fey, die de segmenten schreef, raadde aan om haar vriendin Poehler Fallon te laten vervangen. Ze werden het eerste vrouwelijke paar dat Weekend Update presenteerde.

#### Musical
In 2017 kwam een musical gebaseerd op de film Mean Girls uit. Deze was net als de film door Fey geschreven. Van 2018 tot 2020 liep deze musical op Broadway.

## 30 Rock
Fey ontwikkelde nadat ze SNL verliet haar eigen sitcom 30 Rock voor de najaarsprogrammering van NBC. De show werd geproduceerd door NBC en Broadway Video, met Lorne Michaels en twee andere oud-producenten van de Tracy Morgan Show, David Miner, die ook manager is van 3 Arts en Joann Alfano. Fey schrijft en acteert in 30 Rock en zegt dat de serie lichtelijk gebaseerd is op haar ervaringen als schrijfster bij SNL.

## Filmografie

### Films
- 2024: Mean Girls – Ms. Norbury
- 2023: A Haunting in Venice – Ariadne Oliver
- 2023: Maggie Moore(s) – Rita Grace
- 2019: Wine Country – Tammy
- 2016: Whiskey Tango Foxtrot – Kim Baker
- 2015: Sisters – Kate Ellis
- 2015: Trainwreck – Amy Townsend
- 2014: This Is Where I Leave You – Wendy Altman
- 2014: Muppets Most Wanted – Nadya
- 2013: Admission – Portia Nathan
- 2010: Date Night – Claire Foster
- 2009: The Invention of Lying – Shelley
- 2008: Baby Mama – Kate
- 2006: Man of the Year – Als zichzelf
- 2006: Beer League – Front Desk Girl
- 2004: Mean Girls – Ms. Norbury
- 2002: Martin & Orloff – Southern Woman

### Televisie
- 2021–2023: Only Murders in the Building – Cinda Canning
- 2021: Girls5eva – Dolly Parton
- 2020: Mapleworth Murders – Martha Tweenis
- 2019: Modern Love – Sarah
- 2017–2018: Great News – Diana St. Tropez
- 2015–2017: Unbreakable Kimmy Schmidt – Andrea Bayden
- 2014: Saving My Tomorrow – Verteller
- 2014: 30 Rock – Liz Lemon, Doris, Gladys Ormphby
- 1999: Upright Citizens Brigade – Kerri Downey